# Cynobrowe Drzewo
Cynobrowe Drzewo (chiń. 丹木; pinyin Dān mù) – w mitologii chińskiej niezwykłe drzewo rosnące na Tajemnej Górze.
Drzewo to podlewane jest pastą nefrytową, utożsamianą z białym nefrytem. Pasta ta pochodzi ze źródła i jest jej na Tajemnej Górze pod dostatkiem. Stanowi ona pożywienie Żółtego Cesarza Huang Di, któremu podtrzymuje, a nawet daje nieśmiertelność. Dopiero reszta pasty, nie zjedzona przez bożka, służy do podlewania Cynobrowego Drzewa.
W ten sposób objęte opieką drzewo to zakwita raz na pięć lat kwiatami w pięciu kolorach. Rozwijają się z nich potem owoce o pięciu smakach.